# Guillaume-Amanieu de Madaillan
Guillaume-Amanieu de Madaillan (1375 – 1414) sire de Lesparre, seigneur de Rauzan, Pujols, Carcans, Breuil, Verteuil, Blasimon, Blaignac, La Motte-Verte, etc., en Bordelais et Bazadais, de Cancon en Agenais, fut maire et gouverneur de Bordeaux en 1404.
Il hérita des biens de son oncle Florimont de Lesparre, dernier de la famille de Lesparre, à condition d'en porter le nom et les armes (d'azur au lion d'or).

## Union et descendance
Guillaume-Amanieu de Madaillan épousa en 1408 Jeanne d'Armagnac, fille du comte Jean III d'Armagnac et de Marguerite de Comminges. Les époux renonçaient à cette occasion à leur éventuels droits de succession sur l'Armagnac et le Comminges. De ce mariage naquit:
- Lancelot de Madaillan, seigneur de Lesparre, exclu de la succession du Comminges à la mort de sa grand-mère Marguerite en 1443, condamné à mort et exécuté en 1454 sur l'ordre de Charles VII.